# 山内康一

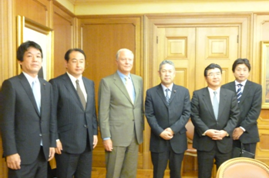
2013年9月23日、ギリシャ銀行本店にて衆議院欧州各国における政治経済事情調査団長佐藤勉（右から3人目）、衆議院欧州各国における政治経済事情調査団団員小沢鋭仁（右から2人目）、御法川信英（左から2人目）、薗浦健太郎（左端）、ギリシャ銀行総裁ゲオルギオス・プロボプロス（左から3人目）と

山内 康一（やまうち こういち、1973年8月25日 - ）は、日本の政治家。
衆議院議員（4期）、みんなの党国会対策委員長（初代）、旧立憲民主党国会対策委員長代理、同政務調査会長代理などを歴任した。高祖父は立憲政友会所属で元衆議院議員山内範造。叔父は太宰府市長を務めた佐藤善郎。

## 来歴

### 生い立ち
福岡県筑紫野市生まれ。福岡県立筑紫丘高等学校卒業後、国際基督教大学教養学部国際関係学科に進学。卒業後、国際協力事業団（JICA、現国際協力機構）に就職。インドネシア、フィリピン等のアジア諸国への技術協力プロジェクトや専門家派遣業務に携わる。国際協力事業団の他、ピースウィンズ・ジャパン（NGO）等の複数のNGOでの勤務を経て、インドネシア、東ティモール、アフガニスタン、インド等で難民や地震・洪水の被災者のための緊急人道援助活動や、学校建設・農村開発等の開発支援活動に従事した。2004年4月、ロンドン大学教育研究所に留学し、修士課程を修了した。2005年4月、国際協力機構に復職。

### 政治家として
2005年、自由民主党の候補者公募に応募し、合格。同年、第44回衆議院議員総選挙に自民党公認で神奈川9区から出馬し、民主党公認の笠浩史を破り初当選した（笠は比例復活）。2009年7月21日、自由民主党に離党届を提出。
「JICAやNGOの仕事を通じて政治の重要性を知り、政治を動かすには、自分が政治家になった方が早いと思うようになりました」として、当初は自由民主党の候補者公募から衆議院議員となったが、結局「自民党の古い利権体質や右傾化に嫌気がさして離党しました」として離党することになった。
同年8月8日、先に自民党を離党していた渡辺喜美や無所属の衆議院議員だった江田憲司を中心に結党されたみんなの党に参加。同党公認で第45回衆議院議員総選挙に比例北関東ブロック単独で出馬し、再選。みんなの党結党時の役職は「パートナー（補佐）」だったが、9月29日付で党国会対策委員長および筆頭副幹事長に就任した。2012年12月の第46回衆議院議員総選挙に比例北関東ブロック単独で出馬し、3選。
2014年11月19日、みんなの党は両院議員総会を開き、賛成多数で解党を決定する。翌11月20日、みんなの党に離党届を提出し、同日山内、中島克仁の2議員が民主党への入党を申し入れ、海江田万里代表は山内、中島の入党を了承した。第47回衆議院議員総選挙直前の同年11月、7月に元職の森岡洋一郎が健康問題を理由に公認を辞退して以来、空席が続いていた埼玉13区総支部長に就任し、同区で公認を受けて立候補したが、他党から急に入党し、また埼玉13区に地縁のない山内の名は選挙区内の有権者に浸透せず、自民党前職の土屋品子に敗れ、比例復活もならず落選した。落選後は埼玉13区に含まれる春日部市に事務所を置きながら、大学で講演活動等を行い、政治活動については継続する意向を示していた。2015年4月より北海道大学大学院非常勤講師を務め、国際協力の講義を担当。議員在職中から「政経電論」（株式会社損得舎）メールマガジンに寄稿しており、落選後も更新を継続している。
2016年2月、正式に政治活動を再開。政界引退を表明した藤田一枝に代わり、民主党福岡3区総支部長に就任。同年3月、民主党・維新の党が合流して結党された民進党に参加した。
2017年の第48回衆議院議員総選挙では、福岡3区から立憲民主党公認で出馬し、自由民主党の古賀篤に敗れるも比例復活により4回目の当選を果たした。10月26日、執行役員会で国会対策委員長代理の就任が決まる。翌2018年より政務調査会長代理。2020年に合流新党として再結成された新・立憲民主党に参加し、財務局長兼副幹事長に就任した。
2021年10月31日投開票の第49回衆議院議員総選挙では、再び古賀との一騎打ちとなるも比例復活もならず落選。12月14日付のブログで党福岡3区総支部長の再任申請を行わず、政界から離れる意向を示した。

## 政策・主張
- 「めざす社会像」として、以下の4つのテーマを掲げている。[18]
  - 「すべての人が排除されることなくともに支えあう社会」
  - 「人と自然が共生し持続可能でゆたかな社会」
  - 「格差や貧困の少ない公正な社会・子どもの貧困のない社会」
  - 「多様な文化や価値観が共生し平和で寛容な国際社会」
- 2017年時点における安倍晋三政権に対して、その政権を終わらせるべき理由として、以下の7つの批判点を指摘している。[19]
  - 「民主主義の危機」（共謀罪や平和安全法制を特に危険な法整備と指摘し、その強行採決などを批判している。また、国会審議の軽視や解散権の濫用を問題視する。）
  - 「平和への脅威」（安倍政権の目指す日本国憲法第9条の改憲案を特に批判している。）
  - 「軍事国家化の進展」（安保法制、武器輸出の解禁、軍事援助の解禁の他、愛国心教育や道徳教育などの教育政策を批判している。）
  - 「原発推進という時代錯誤」（安倍内閣による原発再稼働や、海外への原発輸出を批判している。）
  - 「立憲主義の危機」（平和安全法制等の強行採決の他、自民党の憲法改正案に「個人の自由や権利を抑えつけようとする意図」が見えるとして、立憲主義の危機を指摘する。）
  - 「尊厳ある生活を危うくするアベノミクス」（安倍内閣の経済政策は「格差の拡大を助長し、非正規雇用を増やし、子どもの貧困を放置」してきたとしている。）
  - 「自国中心主義を推し進め、国際協調を阻害した罪」（「トランプ大統領と一緒になって自国中心主義的な流れを後押しする安倍政権は、国際社会の協調と安定への脅威となっている可能性があります」と主張。）
- 2013年11月26日、特定秘密保護法案の採決で賛成票を投じた[20]。
- 選択的夫婦別姓制度の導入に賛成[21]。
- 第3次安倍内閣が成立させた安全保障関連法（平和安全法制、集団的自衛権の限定的容認）に対しては反対の立場であり、賛成することを公認の条件とした希望の党への民進党の合流に際し、信念を貫くとして立憲民主党への参加を表明した[22]。
- 原発ゼロを「必然」とし、脱原発を推進している[23]。
- 二大政党制は、「保守陣営（中道右派）とリベラル・社会民主主義陣営（中道左派）から成ります」とした上で、「保守二大政党制」は「長期的には理論的に成り立たないと思います」と考察し、自民党と希望の党による二大政党論を否定的に論じつつ、リベラル派の立憲民主党こそが「二大政党の一角をめざす有資格者です」と主張している[24]。
- トランプ大統領のG11構想に対し「G7に韓国とオーストラリアを加えたG9にすべき」と主張し、この構想のポイントとして「『韓国とオーストラリアをG7に加えるべき』という議論を日本の首相が提案することです。オーストラリアも重要ですが、さらに重要なのは『韓国の参加を日本が提案する』点です」と述べている[25]。また「G9構想で意味があるのは、韓国の参加を日本が提案するという点だ。対韓国強硬派である安倍首相がこのような提案をすれば、日本の右翼も反対できないだろう」「民主主義を共有するG9国が日韓関係の保証人になれば、現在のように両国が合意したのに争うようなことが繰り返されはしないだろう」としている[26]。

## 人物
- 2005年の総選挙出馬に際し、山内が応募した公募は正規の公募選考であったことから、同じ小泉チルドレンながらも緊急公募で候補者となり当選した杉村太蔵と対照的な存在として週刊誌で取り上げられたことがある[27]。
- 「少年犯罪が激増・凶悪化している」という、マスメディア（主に民放テレビ地上波放送）の報道を批判している[28]。
- 学生時代にモツ焼き屋でアルバイトをして以来、レバ刺しが大好物である。2012年7月1日、食品衛生法により牛のレバ刺しの提供が禁止された際には、「不幸中の幸いは、ブタのレバ刺しは禁止されていないことです。日本の生肉食文化は、ブタとトリで守っていくしかありません」とコメントした[29]。但し、一般的には豚肉の生食については健康上の悪影響があるとされており、日本の文化と言える程広く定着しているものではない。
- 2011年 ダボス会議を主催する世界経済フォーラムが選ぶ2011年度の「ヤング・グローバル・リーダーズ(YGL)に、衆議院議員の小泉進次郎、宇宙飛行士の山崎直子、登山家の野口健らと共に選ばれる[30]。
- 2014年10月、NPO法人万年野党によって発表された議員立法発議数ランキングにおいて、2014年通常国会第186回国会衆議院における発議数3件で10位タイに、また議員立法を増やした「成長議員」として3位にランクされた[31]。
- 2014年11月、自身のブログにおいて、自らの事務所の資金調達能力は低いとし、初当選以来9年以上政治資金パーティーを開いたことは一度も無いと記述している[32]。

## 選挙歴
| 当落 | 選挙                   | 執行日         | 年齢 | 選挙区              | 政党         | 得票数    | 得票率 | 定数 | 得票順位 /候補者数 | 政党内比例順位 /政党当選者数 |
| ---- | ---------------------- | -------------- | ---- | ------------------- | ------------ | --------- | ------ | ---- | ------------------ | ---------------------------- |
| 当   | 第44回衆議院議員総選挙 | 2005年09月11日 | 32   | 神奈川9区           | 自由民主党   | 8万6673票 | 46.55% | 1    | 1/3                | /                            |
| 当   | 第45回衆議院議員総選挙 | 2009年08月30日 | 36   | 比例北関東          | みんなの党   |           |        | 20   | /                  | 1/1                          |
| 当   | 第46回衆議院議員総選挙 | 2012年12月16日 | 39   | 比例北関東          | みんなの党   |           |        | 20   | /                  | 1/2                          |
| 落   | 第47回衆議院議員総選挙 | 2014年12月14日 | 41   | 埼玉13区            | 民主党       | 4万4916票 | 25.03% | 1    | 2/4                | /                            |
| 比当 | 第48回衆議院議員総選挙 | 2017年10月22日 | 44   | 比例九州（福岡3区） | 旧立憲民主党 | 9万4772票 | 40.98% | 1    | 2/2                | 2/3                          |
| 落   | 第49回衆議院議員総選挙 | 2021年10月31日 | 48   | 福岡3区             | 立憲民主党   | 9万8304票 | 42.13% | 1    | 2/2                | 8/4                          |

## 所属していた団体・議員連盟
- 83会
- 再チャレンジ支援議員連盟
- イクメン議員連盟（共同座長）
- 原発ゼロの会
- ユニセフ議員連盟
- NPO議員連盟
- 日本・フィリピン友好議員連盟
- シリア難民支援議員連盟

## 著作

### 単著
- 『小泉チルドレンと呼ばれて-新人議員の国政報告』、朝日新聞社『論座』2006年4月号

### 共著
- 「教育改革の改革を－教育再生会議への七つの疑問」 岩波書店『世界』2007年6月号
  - 河野太郎、後藤田正純、上野賢一郎、篠田陽介、橋本岳による共著
- 「機能不全の国会を改革する八つの方策」 中央公論新社『中央公論』2008年3月号
  - 河野太郎、水野賢一、柴山昌彦、馬淵澄夫、細野豪志、泉健太による共著